# Phạm Quy
Phạm Quy (1898–1938) là một nhà cách mạng Việt Nam, nguyên Bí thư Tỉnh ủy Quảng Ngãi.

## Cuộc đời
Phạm Quy sinh năm 1898 ở làng An Đại, huyện Đức Phổ, nay thuộc thôn An Thường, phường Phổ Hòa, thị xã Đức Phổ, tỉnh Quảng Ngãi. Năm 1927, ông gia nhập Hội Việt Nam Cách mạng Thanh niên, cùng Nguyễn Nghiêm, Trần Kha, Phạm Xuân Hòa,... hoạt động dưới sự lãnh đạo của Huyện bộ Đức Phổ và Tỉnh bộ Quảng Ngãi.
Tháng 4 năm 1930, ông được kết nạp vào Đảng Cộng sản Việt Nam. Tháng 6, ông được Huyện ủy Đức Phổ cử làm Bí thư Chi bộ ghép làng An Lộc-An Đại (nay là thôn An Thường, Phổ Hòa), sau đó được bổ sung vào Huyện ủy, phụ trách địa bàn huyện lỵ và xã Phổ Hòa. Trong thời gian này, ông đã lãnh đạo nhiều hoạt động đấu tranh, tiêu biểu nhất là cuộc biểu tình đánh chiếm huyện đường Đức Phổ (đêm 7 tháng 10 năm 1930) và lễ truy điệu Bí thư Tỉnh ủy Nguyễn Nghiêm (tháng 4 năm 1931).
Tháng 6 năm 1932, ông đảm nhận vai trò Bí thư Huyện ủy Đức Phổ, trực tiếp lãnh đạo, chỉ đạo công tác khôi phục cơ sở sau vụ khủng bố trắng của chính quyền thực dân. Tháng 3 năm 1933, Huyện ủy Đức Phổ chủ động liên lạc với các huyện Bình Sơn, Sơn Tịnh, Mộ Đức để tổ chức tái lập Tỉnh ủy. Hội nghị được tổ chức tại nhà của ông Võ Đồng ở thôn Thủy Thạch, xã Phổ Cường (Đức Phổ) đã thành lập được Tỉnh ủy lâm thời Quảng Ngãi do Phạm Quy làm Bí thư. Tỉnh ủy đã đề ra những nhiệm vụ cấp bách của Đảng bộ và phương hướng hành động. Từ đó, phong trào đấu tranh trong tỉnh Quảng Ngãi dần dần được khôi phục và phát triển.
Năm 1934, ông bị chính quyền thực dân bắt giữ. Ngày 12 tháng 7 năm 1935, ông bị tòa án thực dân xét xử trong vụ án "Tái tổ Đảng Cộng sản Đông Dương", bị kết án 20 năm tù khổ sai, 20 năm quản thúc, giam giữ tại nhà đày Buôn Ma Thuột. Năm 1938, ông qua đời trong tù do bệnh nặng, sau một thời gian dài chịu tra tấn.

## Vinh danh
Tên của ông được đặt cho một con đường ở thị xã Đức Phổ (Quảng Ngãi). Nhà thờ đồng chí Phạm Quy được tọa lạc tại tổ dân phố An Thường (phường Phổ Hòa, thị xã Đức Phổ).